# Dolmuş

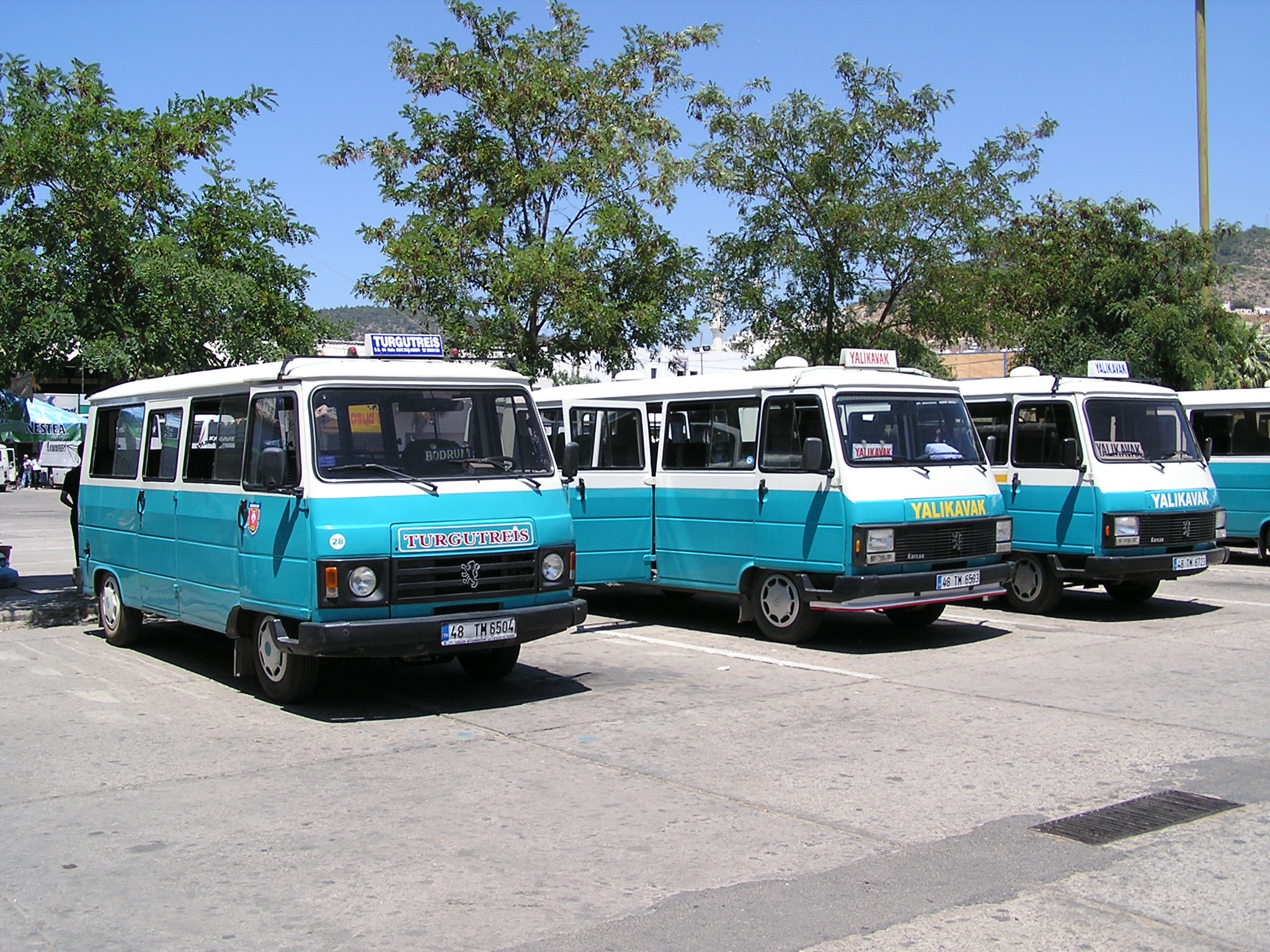
Gruppo di Dolmuş

Il dolmuş è un mezzo di trasporto pubblico assai diffuso in Turchia; si tratta di taxi condivisi che percorrono percorsi fissi urbani o tra città diverse. I prezzi sono fissi e il pagamento avviene dichiarando appena saliti la propria meta.
Per chiedere al conducente di fermarsi si può usare la frase “İnecek var”.
Il loro nome in turco significa "apparentemente imbottito" e fa riferimento al fatto che in passato questi taxi erano spesso pieni fino all'orlo. Partono dal terminal solo quando è stato imbarcato un numero sufficiente di passeggeri.
In alcune città è consentita la salita e la discesa dei passeggeri solo alle fermate designate o ai terminal; in luoghi meno trafficati i passeggeri possono salire a bordo ovunque lungo il percorso. In effetti, un dolmuş con i sedili vuoti può rallentare fino a passo d´uomo nella speranza di raccogliere qualche altro passeggero.
In Turchia i veicoli utilizzati sono spesso minibus nuovi di zecca, ma in alcune parti di Cipro - a partire dal 2009 - si possono ancora vedere le limousine Mercedes-Benz obsolete che fungono da dolmuş.

## Legislazione
In Turchia il settore è regolamentato. Nonostante il significato del loro nome, le leggi impediscono a questi minibus di diventare troppo affollati. A Cipro del Nord, territorio controllato dalla Turchia, le rotte dolmuş sono appaltate ed i veicoli sono autorizzati.